# Местное сверхскопление галактик
Ме́стное сверхскопле́ние гала́ктик (Сверхскопление Девы, или Суперкластер Девы) — нерегулярное сверхскопление галактик размером около 200 миллионов световых лет, включающее Местную группу галактик, скопление галактик в Деве и несколько других скоплений и групп галактик гравитационно не связанных между собой. Всего в состав Местного сверхскопления входят как минимум 100 групп и скоплений галактик (с доминирующим скоплением Девы в центре) и около 30 тысяч галактик; его масса по порядку величины 1015 масс Солнца (2⋅1045 кг). Поскольку его светимость слишком мала для такого количества звёзд, считается, что на бо́льшую часть массы сверхскопления приходится масса тёмной материи. Сверхскопление Девы притягивается к гравитационной аномалии под названием Великий аттрактор, которая расположена рядом со Скоплением Наугольника. Входит в волокнистую структуру, названную Ланиакея.

## Структура
Местное сверхскопление — характерный пример крупномасштабной структуры Вселенной. Оно является уплощённым образованием, состоящим из нескольких цепочек галактик (филаментов), которое в проекции на небо выглядит как охватывающая весь небосвод полоса, в пределах которой наблюдается большинство ярких галактик (своего рода аналог Млечного Пути). Впервые эту особенность в распределении объектов ночного неба обнаружил астроном Вильям Гершель в конце XVIII века, затем её несколько раз переоткрывали, пока наконец в 1953 году к ней не привлёк внимание Жерар де Вокулёр (США).
В отличие от скоплений, сверхскопления галактик не являются гравитационно связанными структурами, они принимают участие в общем расширении Вселенной, поэтому расстояния до объектов Местного сверхскопления можно измерять с помощью закона Хаббла.
Подробные карты Местного сверхскопления галактик опубликовал в 1982 году астроном Р. Брент Талли из Астрономического университета в Гонолулу (Гавайи, США). Он показал, что подавляющее большинство галактик (60 %) находятся в узком слое толщиной всего около 10 млн св. лет вблизи плоскости Сверхскопления. Вблизи центра Сверхскопления расположена большая концентрация галактик — скопление Девы. 98 % галактик Местного сверхскопления принадлежат 11 облакам, суммарный объём которых не превышает 5 % объёма всего Сверхскопления. Все эти облака вытянуты в направлении скопления Девы, что объясняется, вероятно, приливным действием этого массивного образования.
Составной частью Местного сверхскопления является Местный лист — плоское облако галактик (радиус около 23 млн световых лет, толщина около 5 млн св. лет), содержащее в себе Местную группу и ещё несколько небольших групп галактик.

## Список групп и скоплений в сверхскоплении Девы
В порядке убывания числа галактик большого видимого размера:
- Скопление Девы
- Скопление Печи
- Местная группа
- Скопление Эридана (некоторые считают частью скопления Печь)
- Скопление Большой Медведицы
- Скопление Девы II (скопление NGC 4697)
- Группа Гончих Псов II
- Скопление Золотой Рыбы
- Группа M83 (Центавр А или группа NGC 5128)
- Группа Льва I (группа M96, включающая в себя группу M66)
- Скопление NGC 7582
- Группа M81
- Группа Гончих Псов I
- Скопление NGC 5033
- Скопление NGC 2997
- Скопление NGC 1023
- Группа Скульптора
- Группа M101 (в том числе группа M51)
- Скопление NGC 6744
- Скопление Маффеи
- Скопление Дракона
- Скопление Девы III (группа NGC 5364)
- Скопление Льва II (очень большое, но отдалённое)